# Sukdal
Sukdal là một thị trấn thống kê (census town) của quận Barddhaman thuộc bang Tây Bengal, Ấn Độ.

## Nhân khẩu
Theo điều tra dân số năm 2001 của Ấn Độ, Sukdal có dân số 11.785 người. Phái nam chiếm 53% tổng số dân và phái nữ chiếm 47%. Sukdal có tỷ lệ 74% biết đọc biết viết, cao hơn tỷ lệ trung bình toàn quốc là 59,5%: tỷ lệ cho phái nam là 80%, và tỷ lệ cho phái nữ là 67%. Tại Sukdal, 10% dân số nhỏ hơn 6 tuổi.